# Walter Courvoisier
Walter Courvoisier   (Riehen, 7 de febrer de 1875 - Locarno, 27 de desembre de 1931) va ser un compositor, pedagog musical i metge suís.

## Biografia
Walter Courvoisier era fill del cirurgià Ludwig Georg Courvoisier (1843–1918) i de la seva esposa Leopoldine Sachs (1849–1905). A través de la seva mare, neboda de Moritz von Schwind per matrimoni, va estar emparentat amb Friedrich Klose, que més tard també va ensenyar composició a Munic. Courvoisier va créixer a Basilea des de 1883. Allà va ser breument estudiant de piano de Selmar Bagge. A petició del seu pare, va estudiar medicina a Basilea i Estrasburg. El 1899 va rebre el seu diploma de metge i es va doctorar en medicina el 1900 per un estudi sobre el càncer de pròstata. Després va exercir com a metge ajudant a la Clínica Quirúrgica de Basilea fins al 1902.
Courvoisier ja havia escrit les seves primeres composicions durant la seva etapa com a metge. El 1902, per recomanació de Hans Huber, va començar estudis regulars de música amb Ludwig Thuille a Munic. Des de 1903, el mateix Courvoisier va treballar com a professor de música a Munic, inicialment com a professor particular, i des de 1910 com a professor d'harmonia, teoria musical general i formació de l'oïda a l'Acadèmia de Música de Munic. El 1906 i el 1907 va dirigir diversos concerts de l'Orquestra Kaim. El 1921 va ser nomenat professor associat de l'acadèmia i el 1924 professor titular de composició. Va morir de tuberculosi l'any 1931 durant una estada de balneari a Suïssa.
Walter Courvoisier estava casat amb Hedwig Thuille (1890–1964), la filla del seu mestre, des de 1909.

## Composicions
Òpera

- Lanzelot und Elaine, drama musical en quatre actes op 25; Llibret: Berta Thiersch, pseudònim "Walter Bergh" (1910–12, estrena a Munic el 1917)
- Die Krähen, comèdia en un acte op. 30; Llibret: Alois Wohlmuth (1919/1920, estrena Munic 1920)
- Der Sünde Zauberei, òpera en preludi i dues imatges op 32[1]

Obres vocals

- Die Muse, per a baríton i orquestra, op. després d'Heinrich Leuthold (1903)
- Gruppe aus dem Tartarus, balada per a cor mixt i orquestra op. després de Friedrich Schiller (1904)
- Der Dinurstrom, balada per a cor mixt i orquestra op 11; després de Wilhelm Hertz (1906)
- Das Schlachtschiff Téméraire (1796, balada per a cor masculins i orquestra op. després de Detlev von Liliencron (1906)
- Auferstehung (antic títol: Totenfeier), cantata per a quatre solistes, cor mixt i orquestra, op. 26; basat en paraules de la Bíblia, editada per Alfred Bertholet (1915)
- Tres cors a capella op. de Joseph von Eichendorff (1931)
- Cinc cançons per a cor mixt a capella op 34 (1931)

## Cançons amb acompanyament de piano
- Sis cançons per a una veu profunda op. 1 (1903)
- Set cançons op. 2 (1903)
- Acht Gedichte von Anna Ritter op. 3 (1903)
- Sis cançons op. 6 (1904)
- Cinc cançons per a una veu profunda op. 7 (1904)
- Sieben Gedichte von Peter Cornelius op. 8 (1905)
- Sechs Gedichte von Theodor Storm op. 9 (1905)
- Zwei Gedichte von Theodor Storm, Vier Gedichte von Klaus Groth op. 13 (1906)
- Fünf Gedichte von Wilhelm Hertz op. 14 (1903/04)
- Drei Gedichte von Emanuel Geibel op. 15 (1906)
- Fünf Gedichte von Friedrich Hebbel op. 16 (1907/08)
- Fünf Gedichte von Peter Cornelius op. 17 (1908)
- Zwei Sonette von Michelangelo und altitalienisches Sonett op. 18 (1906/08)
- Sieben Gedichte von Emanuel Geibel op. 19 (1906/08)
- Sieben alte deutsche Gedichte op. 23 (1909/10)
- Gedichte von Hermann Hesse op. 24 (1917, nach 1929)
- Geistliche Lieder en cinc volums op. 27 (1917–1919)
- Kleine Lieder zu Kinderreimen en quatre volums op. 28 (1916–1919)
- Lieder auf alte Deutsche Gedichte op. 29 (1912/14, 1920–1925)

## Obres instrumentals
- Sinfonischer Prolog a Carl Spittelers Olympischer Frühling per Orquestra op. 10 (1905)
- Passacaglia i fuga en si menor per a piano op. 20 (1908/1909)
- Variacions i fuga sobre un tema original en mi bemoll major per a piano op. 21 (1909)
- Variacions sobre un tema propi en re major per a piano op. 22 (1909)
- Obertura festiva per a orquestra (1920er)
- Sis suites per a violí sol op. 31 (1921/1922)
- Moviment lent per a quartet de corda oop. (1921/1922)
- Dues suites per a violoncel sol [op. 32] (1921)[2]
- 2 Sonatines per a piano oop. (1922)[3]}}

## Alumnes de Courvoisier
- Dora Pejačević (1885–1923), Compositor
- Max Butting (1888–1976), Compositor
- Gerhart von Westerman (1894–1963), Compositor i director
- Robert Gerhard (1896–1970), Compositor
- Paul Ben-Haim (1897–1984), Compositor i director.
- Albert Moeschinger (1897–1985)
- Walter Simon Huber (1898–1978), Professor de música, organista i director de cor
- Willy Burkhard (1900–1955), Compositor
- Hermann Reutter (1900–1985), Compositor, Pianista
- Franz Rupp (1901–1992), Pianista i acompanyant
- Hans Haug (1900–1967), Compositor, Dirigent, Pianista
- Heinrich Sutermeister (1910–1995), Compositor

## Publicacions mèdiques
- El carcinoma de pròstata. Tesi inaugural per a l'obtenció del doctorat per la Facultat de Medicina Superior de la Universitat de Basilea, Basilea 1901 (M. Werner-Riehm).
- "En alguns casos d'obstrucció de la llum intestinal tractats quirúrgicament", a: Archives for Clinical Surgery, Vol 66 (1902), pàgs. 448–477.